# Alberto Demiddi
Alberto Demiddi, född den 11 april 1944 i Buenos Aires i Argentina, död 25 oktober 2000 i San Fernando i Argentina, var en argentinsk roddare.
Han tog OS-silver i singelsculler i samband med de olympiska roddtävlingarna 1972 i München.